# Karyn Dwyer
Pour les articles homonymes, voir Dwyer.
Karyn Elizabeth Dwyer, dite Karyn O'Dwyer, est une actrice canadienne née à Corner Brook (Terre-Neuve) le 22 mars 1975 et morte à Toronto (Ontario) le 25 septembre 2018.

## Filmographie
- 1993 : Family Pictures : Stephanie
- 1993 : J.F.K.: Reckless Youth : Sadie
- 1993 : La Chambre secrète : Rhoda
- 1993 : Promo 96 : Julia
- 1994 : Boozecan : Rosy
- 1994 : Kung Fu, la légende continue : Ginger Dawson
- 1994 : The Paper Boy : Brenda
- 1995 : A Taste of Shakespeare : Horatio
- 1996 : Double Jeopardy : Melanie Marks
- 1996 : Les Contes d'Avonlea : Laura
- 1996 : Une autre façon d'aimer : Samantha
- 1997 : End of Summer : Jenny
- 1997 : Lethal Tender : Sparky
- 1997 : Un tandem de choc (Due South) : Mary Ann
- 1997 : The Great Defender
- 1997 : Ursa Major : Jodie
- 1998 : PSI Factor: Chronicles of the Paranormal : Karen Russel
- 1998 : Thanks of a Grateful Nation : Deeni
- 1998 : The Fixer : Irene
- 1998 : Tian shang ren jian : Jenny
- 1999 : Better Than Chocolate : Maggie
- 1999 : Ecstasy : Ashley
- 1999 : Superstar de Bruce McCulloch : Summer
- 1999 : The Life Before This
- 2000 : La Grande Triche : Angela Lam
- 2000 : La Liste : Kathy Miller
- 2000 : Rivales : Jennifer
- 2000 : Sailor Moon
- 2001 : An Intrigue of Manners : Lady Emelia
- 2001 : Dead by Monday : Christine
- 2001 : Doc
- 2001 : Laughter on the 23rd Floor : Toga
- 2002 : Bliss : Mitzi
- 2002 : Dying Like Ophelia : Joanne "Ophelia"
- 2002 : Polished : Jo
- 2002 : Pony : Pony
- 2004 : The Right Way : Amy
- 2005 : The Archer
- 2005 : This Is Wonderland : Tammy
- 2007 : Last Call Before Sunset : Morgan
- 2009 : In My Back Yard (cout métrage) : la victime
- 2010 : Republic of Doyle (série télévisée) : Brooke
- 2011 : Rose Bud's Guide to Seduction (série télévisée) : Rose Bud
- 2011 : First World Problems (série télévisée) : Karyn
- 2012 : Monster Mountain : Carrie
- 2013 : Shit Mainlanders Say to Newfoundlanders (série télévisée) : Mainlander
- 2013 : Silent Garden (cout métrage) : Lillian
- 2013 : The Art of the Steal : Ginger
- 2014 : A Trip to the Island : une femme
- 2015 : Burning, Burning : la femme